# Carl Duve
Carl Duve (* 2. März 1889 in Altona; † 12. Mai 1984 in Hamburg) war ein deutscher Naturschützer.

## Leben
Carl Duve war ein gelernter Schiffsbauer, der für einige Zeit stellvertretend den Reparaturbereich von Blohm & Voss leitete. Vor dem Ersten Weltkrieg trat er in den Verein Naturschutzpark ein, der sich seit 1909 der Erhaltung des Landschaftsbilds widmete und zu diesem Zweck Land am Wilseder Berg gekauft hatte. Duve schrieb kleine Beiträge für die Zeitschrift Der Naturfreund der Vereinigung Naturfreunde, zu der er gute Kontakte pflegte. 1924 rief er die Heidewacht ins Leben, die sich als „Schutzgemeinschaft norddeutscher Naturfreunde zum Schutze des heimischen Tier- und Pflanzenlebens“ verstand. Gemeinsam mit weiteren Heidewacht-Männern unternahm er ehrenamtlich Kontrollgänge und -fahrten in der Lüneburger Heide, im Sachsenwald und weiteren Forstgebieten rund um Hamburg. Die Männer versuchten somit, die Umwelt vor negativen Auswirkungen von Ausflüglern zu schützen und Bränden vorzubeugen.
Anfang 1934 entschied Duve, die Heidewacht in den Reichsbund Volkstum und Heimat einzugliedern. Das Vorwort der Festschrift zum 10-jährigen Vereinsjubiläum unterschrieb er mit den Worten „Heil Deutschland! Heil Hitler!“. Da er mit der folgenden Vereinnahmung durch die NS-Organisation nicht einverstanden war, löste er die Heidewacht im Juni 1934 auf. Stattdessen arbeitete er gemeinsam mit Helfern zeitweise als „Forstschutzbeauftragter“ im Forst Hahnheide nahe Trittau. Wie er selbst sagte, habe er Anteil daran gehabt, dass dort auf den Bau einer Dynamitfabrik verzichtet wurde. Während des Zweiten Weltkriegs arbeitete er hauptberuflich in der U-Boot-Produktion und der Torpedoversuchsanstalt Kiel.
Nach Ende des Zweiten Weltkriegs übernahm Duve den Vorsitz der Hamburger Landesgruppe des Vereins Naturschutzpark. 1947 gehörte er zu den Gründern der Naturwacht Hamburg, die an die Heidewacht anknüpfte. Ab 1946 leitete Duve hauptamtlich das neu gegründete Naturschutzamt in Hamburg. Außerdem arbeitete er als Landesbeauftragter für Naturschutz. Während seiner zehnjährigen Dienstzeit konnte der nicht unumstrittene Duve die Baumschutzverordnung vom 17. September 1948, die Landschaftsschutzverordnungen in Teilen der Fischbeker Heide, das Naturschutzgebiet auf Neßsand, den neu geschaffenen Alsterwanderweg und den Elbhöhen-Wanderweg nahe Blankenese durchsetzen. Ein besonderes Anliegen war ihm das Naturschutzgebiet Duvenstedter Brook, in dem er eine Dienstwohnung besaß. Durch seinen Einsatz gelang eine deutliche Vergrößerung der geschützten Fläche und ab 1951 die Wiederansiedlung von Kranichen.
Nach der Pensionierung Ende 1956 schrieb er kleine Beiträge zu Heimat und Naturschutz, die in Zeitschriften wie Unsere Heimat – Die Walddörfer, Naturschutz- und Naturparke oder Die Heimat erschienen. Bis zu seinem Tod 1984 lebte der Naturschützer mit seiner zweiten Frau Hanna (1924–2016) am Duvenstedter Triftweg. Sein Grab ist auf dem Waldfriedhof in Wohldorf-Ohlstedt zu finden.